# Wilhelm Lautenbach
Wilhelm Lautenbach (* 26. August 1891 in Zwinge; † 24. Mai 1948 in Davos) war Referent für Finanzfragen im Reichswirtschaftsministerium in den 1930er Jahren, wo er sich vornehmlich mit Währungsfragen, der deutschen Bankenkrise, den Auswirkungen der Reparationszahlungen und der damals vorherrschenden Massenarbeitslosigkeit beschäftigte.

Schaubild durch Wilhelm Lautenbach zu Unternehmergewinn & Nachfragebedarf

Lautenbach zählte damals zu den führenden deutschen Konjunkturtheoretikern. Nach ihm ist der Lautenbach-Plan benannt, den Lautenbach am 16./17. September 1931 auf der Geheimkonferenz der Friedrich List-Gesellschaft den Teilnehmern näher erläuterte und dem eine Doppelstrategie zugrunde liegt: Lohnsenkungen, um die Beschäftigung (bei gleichbleibenden gesamtwirtschaftlichen Lohnkosten) auszuweiten und konjunkturpolitische Maßnahmen, die die Unternehmen zu Investitionen motivieren könnten (spätestens ab Ausbruch der Deutschen Bankenkrise wurden Nettoinvestitionen sowie Ersatzinvestitionen von den Unternehmen großteils unterlassen). Lautenbach glaubte also: „Nur wenn neuer Kredit zusätzlich geschaffen wird oder brachliegende Gelder in Bewegung gesetzt werden, könnte eine solche Aktion der Wirtschaft insgesamt einen belebenden Auftrieb geben.“
Da jedoch die deutsche Geldpolitik, aufgrund des international gebundenen Zentralbankgesetzes und aufgrund der Reparationsverpflichtungen nach dem Ersten Weltkrieg, Restriktionen unterworfen war, wurde nicht davon ausgegangen, dass dem Lautenbach-Plan international zugestimmt würde und wurde daher zunächst nicht umgesetzt. Allerdings konnte Fritz Reinhardt bei der Umsetzung des sogenannten Reinhardt-Programms erfolgreich auf Lautenbachs finanztheoretische Erkenntnisse zurückgreifen.
Über eine Unterredung von Lautenbach mit Adolf Hitler im Frühsommer 1933 zur staatlichen Kreditexpansion berichtet Wilhelm Röpke: „Man hat erfahren, dass diese Unterredung zu den seltenen gehört hat, in denen nicht Hitler, sondern der andere das Wort führte. Als Hitler einwandte, daß eine solche Kreditexpansion doch Inflation sei, erwiderte ihm Lautenbach: ‚Herr Hitler, Sie sind jetzt der mächtigste Mann in Deutschland. Nur eines können Sie nicht: Sie können unter den gegenwärtigen Umständen keine Inflation machen, soviel Sie sich auch antrengen mögen.‘“
1944 reflektierte Lautenbach: „So einfach sich theoretisch, und im geschlossenen System auch praktisch, die Aufgabe stellt, Vollbeschäftigung zu erreichen, so problematisch wird sie, wenn es sich nicht um eine geschlossene Volkswirtschaft handelt, sondern um eine solche, die unvermeidlich mit anderen Volkswirtschaften Verkehr und Güteraustausch pflegen muß. Je kleiner ein Land ist, je weniger ihm eigene Rohstoffe zur Verfügung stehen und je weniger mannigfaltig seine Verarbeitung ist, umso größer ist seine Abhängigkeit von anderen Ländern und deren Gedeihen, um so weniger kann es durch die eigene Investitionspolitik Beschäftigungsgang und Gedeihen im eigenen Lande sichern.“
Als 1944 in Bretton-Woods IWF und Weltbank gegründet wurden, kritisierte Lautenbach die Hintergründe des Internationalen Währungsfonds vehement: „Daß man vom Keynes-Plan den Rückschritt zum Währungsfonds gemacht hat, scheint zu zeigen, daß die Vereinigten Staaten nicht gewillt sind, auf die Ausnutzung ihrer finanziellen Machtdisposition zu verzichten.“
Lautenbach gilt bis heute als der bedeutendste unter den Vorläufern des Keynesianismus, wobei Knut Borchardt Lautenbach als Keynesianer zu bezeichnen nicht für angemessen hält, da er sich (1919–34) mit Problemen aus den damaligen Wirtschaftskrisen und innerhalb prekärer Situationen mit weit komplexeren Sachverhalte auseinandersetzte.
Der deutsche Ökonom Wolfgang Stützel, der die Saldenmechanik entwickelte, würdigt Wilhelm Lautenbach hinsichtlich „seiner“ Kreditmechanik, nennt sie „Lautenbachsche Kreditmechanik“.

## Werke (Auswahl)
- Die transferpolitischen Funktionen der Internationalen Bank (PDF), Frankfurt 1929.
- Auslandskapital als Katalysator? (PDF), Berlin 1931.
- „Lautenbach-Plan“: Möglichkeiten einer Konjunkturbelebung durch Investition und Kreditausweitung (PDF; 151 kB), 9. September 1931.
- Auswirkungen der unmittelbaren Arbeitsbeschaffung (PDF). In: Sonderbeilage zu „Wirtschaft und Statistik“, Nr. 21, Berlin 1933.
- Über Kredit und Produktion. Frankfurt 1937.
- Kapitalbildung und Sparen (PDF). In: Die volkswirtschaftlichen Probleme der Kapitalbildung, Berlin 1938.
- Kreditvolumen und Bankenliquidität. In: Bank-Archiv – Zeitschrift für Bank- und Börsenwesen 1939.
- Zins, Kredit und Produktion (Hrsg. Wolfgang Stützel), Tübingen 1952 (PDF; 1,2 MB).